# Notiophanaeus
Notiophanaeus là một chi bọ cánh cứng thuộc họ Scarabaeidae.